# Anthony (Kansas)
Anthony ist eine Stadt im US-Bundesstaat Kansas und Sitz der Verwaltung des Harper Countys. Das U.S. Census Bureau hat bei der Volkszählung 2020 eine Einwohnerzahl von 2108 ermittelt.

## Geographie

### Geographische Lage
Anthony liegt auf einer Höhe von 412 m (1351 Fuß) mittig im Süden des Harper Countys an der Grenze zu Oklahoma. Anthony liegt nördlich des Grant- und Alfalfa Countys von Oklahoma, östlich des Barber Countys, südlich des Kingman Countys und westlich des Sumner Countys.

### Klima
Das Klima von Anthony ist geprägt von heißen, feuchten Sommern und milden bis kalten Wintern.

## Geschichte
Anthony entstand im Jahr 1878. Die Stadt wurde nach dem 7. Gouverneur von Kansas, George T. Anthony benannt, während dieser im Amt war.
1878 wurde das Harper County, Kansas neu strukturiert. 1879 wurde Anthony zur Hauptstadt des Countys bestimmt.

## Persönlichkeiten
In Anthony geboren
- Virgil A. Richard (1937–2013), US Army General
- Dennis Moore (1945–2021), Politiker

Mit Anthony verbunden
- W. Lee O’Daniel (1890–1969), Politiker und ehemaliger Gouverneur des Bundesstaates Texas, arbeitete von 1939 bis 1941 in Anthony